# Нара (Калужская область)
Нара — деревня в Жуковском районе Калужской области, в составе сельского поселения «Деревня Чубарово».

## Этимология
В советское время — животноводческий совхоз «Поля Орошения».

## География
Расположена на севере Калужской области, на берегах реки Бухловка,  на административной границе Калужской области и Новой Москвы. Рядом деревни Чубарово, Бухловка, Никольские хутора. 
При деревне — кладбище.

## Население
| 2002 | 2010 |
| ---- | ---- |
| 61   | ↗69  |